# Кокотович, Мирко
Мирко Кокотович (хорв. Mirko Kokotović; 15 апреля 1913, Лукавац, Австро-Венгрия — 15 ноября 1988, Загреб, СФРЮ) — хорватский и югославский футболист, игравший на позиции полузащитника, и футбольный тренер.

## Клубная карьера
Мирко Кокотович начинал заниматься футболом в загребском клубе «Максимир». С 1929 года он выступал за загребский «Граджянски», выиграв с ним два чемпионата Югославии и один чемпионат Хорватии. После окончания Второй мировой войны Кокотович играл за загребское «Динамо», с которым также в 1948 году стал чемпионом Югославии.

## Карьера в сборной
2 октября 1931 года Мирко Кокотович дебютировал в составе сборной Югославии, выйдя в основном составе в матче Балканского кубка против команды Турции. 7 июня 1933 года он забил свой первый гол за национальную сборную, открыв счёт в игре Балканского кубка с Болгарией. Во втором тайме этого матча Кокотович забил ещё два мяча, тем самым оформив хет-трик. Всего за Югославию полузащитник провёл 23 игры и отметился четырьмя результативными ударами.
Кокотович также выступал за сборную Хорватии, представлявшую Хорватскую бановину, проведя за неё три матча, и Независимое государство Хорватия (12 игр). 7 июня 1943 года в гостевой товарищеской игре со Словакией он сделал дубль.

## Тренерская карьера
После завершения игровой карьеры Мирко Кокотович работал главным тренером в загребском «Динамо» и турецком «Фенербахче», который под его руководством в 1964 году выиграл чемпионат Турции. Он также возглавлял греческий АЕК, боснийский «Вележ» и австрийскую «Аустрию» из Клагенфурт-ам-Вёртерзе.

## Достижения

### В качестве игрока
«Граджянски»
- Чемпион Югославии (2): 1936/37, 1939/40
- Чемпион Хорватии (2): 1941, 1943
- Обладатель Кубка Хорватии (1): 1941

 «Динамо Загреб»
- Чемпион Югославии (1): 1947/48

### В качестве главного тренера
«Фенербахче»
- Чемпион Турции (1): 1963/64